# Bencecu de Jos

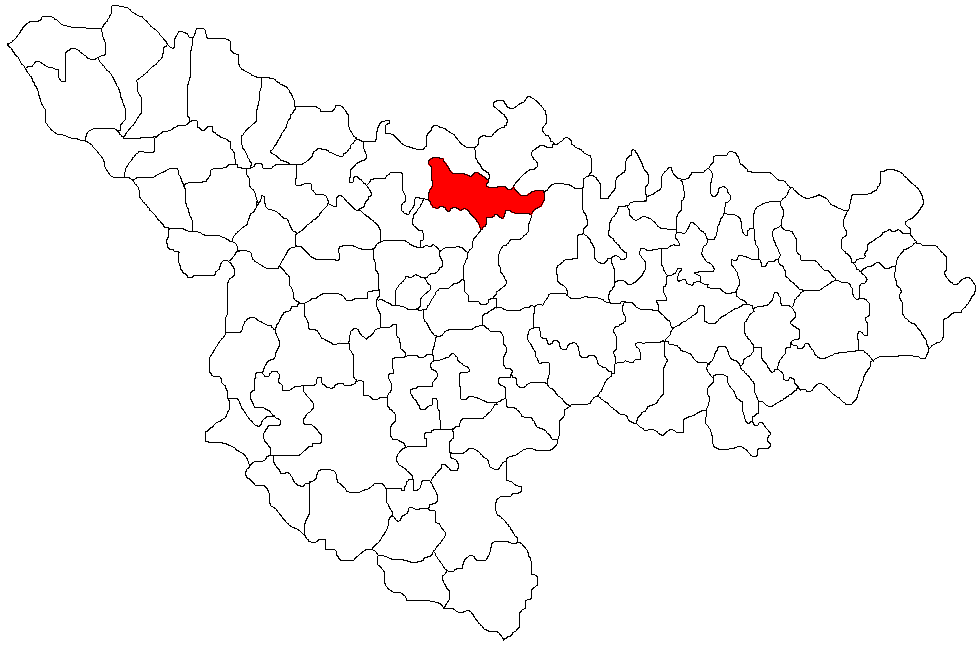
Lage der Gemeinde Pișchia im Kreis Timiș

Bencecu de Jos (ungarisch Alsóbencsek) ist ein Dorf im Kreis Timiș, Banat, Rumänien. Bencecu de Jos gehört zur Gemeinde Pișchia.

## Geografische Lage
Bencecu de Jos liegt 25 Kilometer nordöstlich von Timișoara, am Fuße der Lipovaer Hügel. Das Dorf befindet sich an der Nationalstraße DN691 Timișoara-Lipova und an der Bahnstrecke Timișoara–Radna.

## Nachbarorte
| Seceani  | Fibiș                                       | Remetea Mică |
| Pișchia  | Kompassrose, die auf Nachbargemeinden zeigt | Sălciua Nouă |
| Giarmata | Bencecu de Sus                              | Herneacova   |

## Geschichte
Archäologische Ausgrabungen belegen die Existenz einer menschlichen Siedlung auf dem Gebiet von Bencecu de Jos seit dem 3. Jahrhundert. Auf der Landkarte von Cristof Winkler ist der Ort als ein mit Rumänen bewohntes Dorf eingetragen. 1456 befand er sich im Besitz von Johann Hunyadi und war mehrheitlich von Serben bewohnt. Im Laufe der Jahrhunderte wechselte der Besitzer mehrmals: Ioan Griska, Matei Pann, die Brüder Banffy, Sina und Graf Wimpffen.
Als Ortsname sind mehrere Bezeichnungen anzutreffen: Wencze, Venese, Benczekuta. 
Auf der Mercy-Karte von 1723 ist Bensekut eingetragen. 
1794 wurden in einem Kilometer Entfernung Deutsche angesiedelt, die den Ort Bencecu de Sus oder Deutsch-Bentschek gründeten.  Bis 1968 gehörte das Dorf zur Gemeinde Bencecu de Sus, danach zu Pișchia.

## Demografie
| 1880 | 605 | 574 | 2  | 29 | -   |
| 1910 | 676 | 620 | 20 | 18 | 18  |
| 1930 | 645 | 597 | 43 | 3  | 2   |
| 1977 | 528 | 394 | 24 | -  | 110 |
| 2002 | 386 | 305 | 9  | -  | 72  |